# 리바스 우르바니사시오네스역
리바스 우르바니사시오네스 역(스페인어: Rivas Urbanizaciones)은 마드리드 지하철 9호선의 역이다. 마드리드 지방 리바스바시아마드리드 북서부 코이바르 구에 위치해 있다. 요금구역 상으로는 B1구역에 속한다.

## 역사
1999년 4월 7일 9호선이 아르간다 델 레이 역까지 연장되면서 문을 열었다. TFM에서 운영하는 동부 구간의 첫번째 역으로, 섬식승강장 하나로 이뤄져 있다. 페로카릴 거리에 출구 하나가 나 있으며 TFM 사의 영업시간 제한에 따라 나머지 지하철역보다 영업을 일찍 종료한다.

## 환승 정보
역 주변에 버스 정류장이 총 다섯 곳 있다.
버스
- 리바스 시내버스
  - 1번 노선 (주간)
- 시외버스
  - 330, 333번 노선 (주간)
  - N301번 노선 (야간)

지하철과 세르카니아스
| 마드리드 지하철                     | 마드리드 지하철       | 마드리드 지하철                |
| ----------------------------------- | --------------------- | ------------------------------ |
| 푸에르타 데 아르간다 파코 데 루시아 | 마드리드 지하철 9호선 | 리바스 푸투라 아르간다 델 레이 |